# Tålt ophold
Tålt ophold er en juridisk status, som tildeles personer i Danmark, som ikke har lovlig opholdstilladelse, men ikke kan udvises. Det skyldes som regel, at de risikerer dødsstraf, tortur eller anden umenneskelig eller nedværdigende behandling i det land, de ellers skulle udvises til. 
Tålt ophold tildeles typisk til personer i tre tilfælde:
- Vedkommende får afslag på en asylansøgning, fordi vedkommende har begået en alvorlig forbrydelse mod menneskeheden eller en krigsforbrydelse.
- Vedkommende idømmes en udvisningsdom i forbindelse med overtrædelse af Straffeloven.
- Vedkommende udvises administrativt, da han/hun anses for en trussel mod statens sikkerhed eller den offentlige orden.

Da Danmark ifølge internationale konventioner ikke må udvise personer til et land, hvor de risikerer tortur eller dødsstraf, giver man i stedet tålt ophold. Det betyder, at udlændingen har ret til at blive i landet, men uden de rettigheder, som følger af en opholdstilladelse. Vilkårene for tålt ophold er blevet strammet flere gange, og der er diskussion om, hvorvidt administrationen af reglerne er i modstrid med  menneskerettighederne. 
Der har været en del offentligt omtalte sager om tålt ophold. 
To iranske flykaprere var på tålt ophold omkring 2000.
Den irakiske hærchef under Saddam Hussein, Nizar al-Khazraji, var anklaget for krigsforbrydelser i Irak og opholdt sig i Sorø indtil marts 2003, hvor han forsvandt. Tunesersagen handlede om to terrormistænkte, som i 2008 af blev udvist administrativt på henstilling fra PET. Udvisningen blev efterfølgende omstødt af Højesteret. Endelig fik Elias Karkavandi i 2014 omstødt en udvisningsdom fra 2006, som havde gjort, at han var på tålt ophold i den mellemliggende periode.